# Franc Balogh
Franc pl. Balogh de Bér (madžarsko béri Balogh Ferenc), madžarski vojaški poveljnik, poslanec Zalske županije v državnem zboru, veleposestnik, plemič, * ok. 1610, † 1667 Murska Sobota
Franc Balogh se je rodil ok. 1610, v plemiški družini, kot sin vojaškega poveljnika (stotnika) Petra pl. Balogh de Bér in Klare pl. Tötösy de Tötös. Po vzoru svojega očeta je postal vojaški poveljnik (stotnik) utrdbe Krplivnik. Kljub svoji vojaški službi je bil izjemno spreten pri upravljanju posesti. Več kot 30 let je bil upravnik posesti poslednjega dolnjelendavskega grofa Krištofa Banffyja. Ta služba mu je omogočala, da je razširil družinske posesti in postavil svojo družino med večje posestnike Zalske in Železne županije. Ohranila se je tudi njegova korespondenca z grofom Adamom Batthanyjem (ok. 80 pisem), ki je pomembna za raziskave družbenih razmer v Prekmurju v 17. stoletju. Kljub številnim vljudnostnim frazam, ki so jih polna pisma Franca Balogha, iz njih veje podjetniški interes in večkrat tudi nelagodnost glede bližine Turkov. Zanimala ga je možnost najemništva obmurskih vasi (Tišine, Petrovec in Sodišinec), prosil pa je Batthyânyijeve tudi za posek gozda v okolici Bogojine. Večkrat se je mudil v štajerski Radgoni, v zvezi s Turki pa je poročal o roparskem vpadu v Dokležovje, kjer so tlačani utrpeli veliko gmotno škodo. Čeprav je večino pisem spisal v Murski Soboti, je bil sedež njegovih obširnih posesti v Dokležovju, kjer je družina imela plemiško kurijo. V Murski Soboti si je zgradil mestno rezidenco, izven obzidja Murske Sobota pa je od pokojnega Baltazarja pl. Nadasdy de Nadasd kupil marof. Poleg omenjenih kurij in marofov, je posedoval več dvorev in kurij v drugih krajih Železne in Zalske županije, od katerih se je do danes ohranil le dvorec v Csempeszkopács. Umrl je leta 1667 v Murski Soboti, pokopan pa je najverjetneje v cerkvi v Dokležovju saj je le to zahteval v svoji oporoki.
V prvem zakonu z Elizabeto pl. Lörinczfalvay (hčerka Jurija pl. Lörinczfalvay in Elizabete pl. Darabos de Nadasd) so se mu rodili:
1. Suzana ∞ Jurijpl. Ratky de Ratk et Salamonfa (namestnik velikega župana šopronske županije)
2. Štefan † 1678 Murska Sobota ∞ Rebeka pl. Kaldy de Felsökald
3. Eufrozina ∞ Štefan pl. Jaklin de Elefant
4. Klara ∞ Sigismund pl. Bezeredj de Bezered

Po smrti prve soproge se je Franc Balogh poročil z Elizabeto pl. Csányi de Csány (hčerka Bernarda pl. Csányi de Csány in Ane pl. Keczer de Radovan) s katero je imel samo enega sina:
1. Peter 1) ∞ Suzana pl. Horvath de Mankobük 2) ∞ Suzana pl. Töke